# Migration des poissons

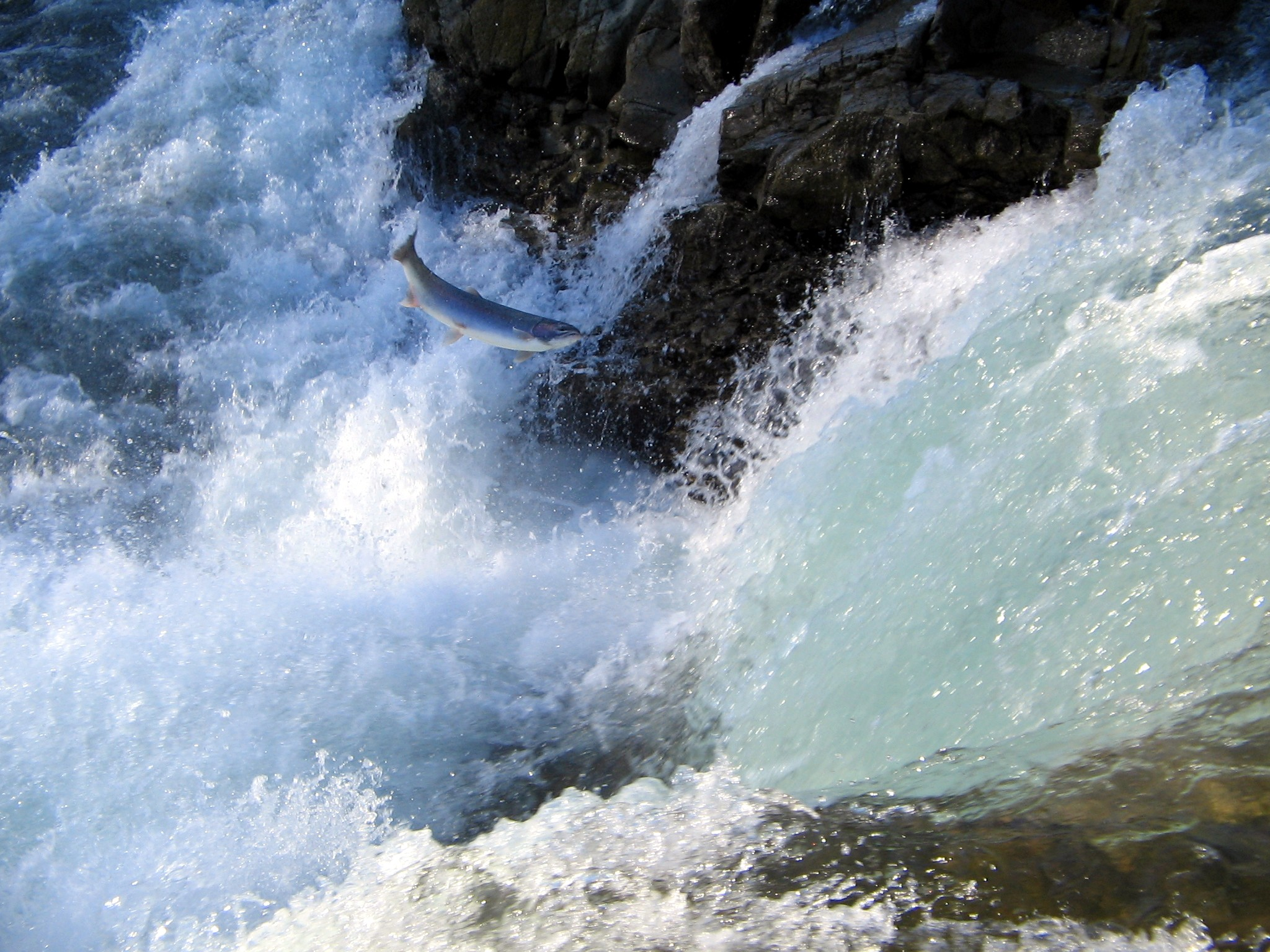
Un saumon remontant un cours d'eau

La migration des poissons est un phénomène instinctif présent chez de nombreuses espèces de poissons. Peu de poissons sont absolument sédentaires, hors quelques espèces des récifs coralliens ou vivant dans des eaux fermées. La plupart des espèces marines et de rivière, accomplissent (individuellement ou de manière grégaire) des déplacements saisonniers ou migratoires.
Beaucoup de poissons migrent de manière cycliquement régulière (à l'échelle du jour ou de l'année), sur des distances de quelques mètres à des milliers de kilomètres, en relation avec les besoins de reproduction ou en nourriture, les conditions de température ; dans certains cas, le motif de la migration n'est pas connu.

## Définitions des migrations
Dans le milieu aquatique, les zoologistes distinguent :
- les migrations holobiotiques qui s'effectuent au sein d'un même milieu (marin par exemple),
  - les migrations thalassiques, restant dans le domaine marin, comme celles du Hareng ou de la Morue,
  - les migrations potamiques, restant en eau douce,
- les migrations amphibiotiques, qui au contraire changent de milieu, c'est-à-dire qu'elles mènent des eaux douces à la mer ou inversement du milieu marin vers les eaux continentales.

Dans les cours d'eau, les ichtyologistes définissent deux phases de migration :
- La montaison est l'action, pour un poisson migrateur, de remonter un cours d’eau afin de rejoindre son lieu de reproduction ou de développement ;
- La dévalaison ou avalaison (étymologiquement : qui va vers l'aval) est l'action, pour un poisson migrateur, de descendre un cours d’eau pour retourner dans un lieu nécessaire à son développement (en mer dans le cas des smolts par exemple) ou à sa reproduction. Un nombre significatif de juvéniles meurt durant la dévalaison ; chez les alevins de saumons qui gagnent l'aval de leur frayère peu après l'éclosion, « la dévalaison semble stimulée par des baisses de niveau ou des hausses de température et ralentie en période de pleine lune »[2].

## Classement des poissons migrateurs
Les poissons migrateurs sont classés selon le schéma suivant :
- Un poisson océanodrome migre en restant en eau de mer (grec: 'oceanos', océan; 'drómos', course)
- Un poisson potamodrome migre en restant en eau douce (grec: 'potamos', rivière)
- Un poisson diadrome est un poisson vivant alternativement en eau de mer et en eau douce (grec: 'dia', entre). 
 Dans ce troisième cas, trois migrations sont possibles :
  - La migration anadrome va vers l'eau douce, en amont (grec: 'ana', vers le haut)
  - La migration catadrome va vers l'eau de mer, l'aval (grec: 'cata', vers le bas)
  - La migration amphidrome est effectuée dans les deux sens (grec: 'amphi', les deux)

Le poisson potamotoque à migration génésique anadrome le plus connu est le saumon qui nait dans les petits cours d'eau douce, migre ensuite vers l'océan où il vit pendant quelques années avant de retourner dans le cours d'eau où il est né pour se reproduire. Les différentes espèces de saumons du Pacifique meurent après la reproduction alors que le saumon de l'Atlantique est capable de se reproduire à plusieurs reprises et de recommencer cette migration pendant plusieurs années. Le saumon est capable de remonter un cours d'eau sur des centaines de kilomètres (ex: Rivière de l'Allier en France). Toutefois, la construction de nombreux barrages le long des cours d'eau a contribué à la dégradation de la migration du saumon (retard à la migration), malgré l'installation d'échelles à poissons ou passes à poissons sur certains barrages.
Le poisson thalassotoque à migration génésique catadrome le plus connu est l'anguille dont les larves vivent quelquefois pendant des mois ou des années en mer avant de remonter les cours d'eau où elles vont atteindre leur plein développement, y vivre, puis retourner en mer pour y pondre et y mourir.

## Espèces hautement migratrices

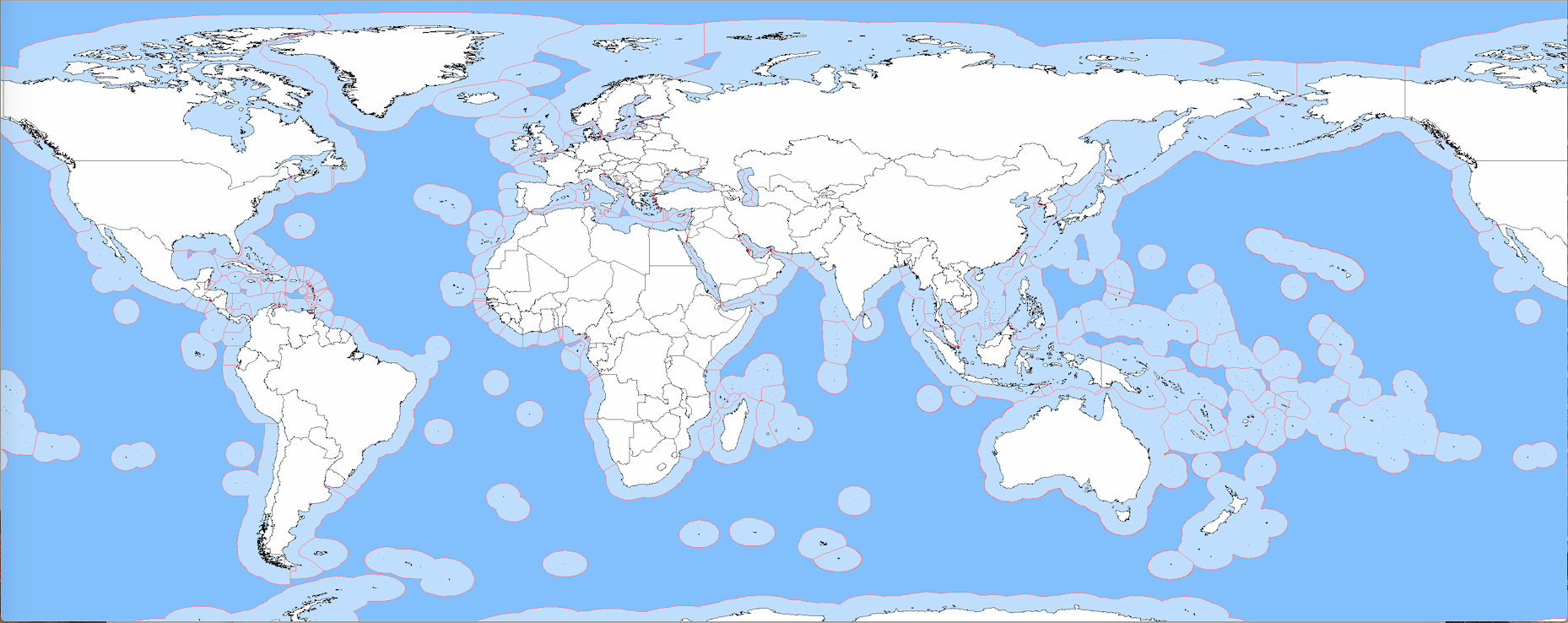
Les hautes mers, mises en évidence en bleu, sont les mers qui se trouvent en dehors des zones économiques exclusives de 200 nmi

Le terme espèces hautement migratrices (EHM) trouve son origine à l'article 64 de la Convention des Nations unies sur le droit de la mer (CNUDM). La Convention ne fournit pas de définition opérationnelle du terme, mais dans une annexe (Annexe 1 de la CNUDM), elle énumère les espèces considérées comme hautement migratrices par les parties à la convention. La liste comprend: les thons et les espèces apparentées aux thons (albacore, bluefin, bigeye, skipjack, yellowfin, blackfin, little tunny, southern bluefin et thon-bullet), le wahoo, les becuneaux, le marlin, le voilier, l'espadon, le saure et les requins pélagiques, les dauphins et autres cétacés.
Ces espèces océanodromes de haut niveau trophique effectuent des migrations de distances significatives mais variables à travers les océans pour se nourrir, souvent de poissons fourrage, ou se reproduire, et ont également de larges répartitions géographiques. Ainsi, ces espèces se trouvent à la fois à l'intérieur des zones économiques exclusives de 200 milles marins (370,4 kilomètres) et en haute mer en dehors de ces zones. Ce sont des espèces pélagiques, ce qui signifie qu'elles vivent principalement en haute mer et ne vivent pas près du fond marin, bien qu'elles puissent passer une partie de leur cycle de vie dans les eaux côtières.
Les espèces hautement migratrices peuvent être comparées aux stocks chevauchants et aux stocks transfrontaliers. Les stocks chevauchants se répartissent à la fois dans une ZEE ainsi qu'en haute mer. Les stocks transfrontaliers se répartissent dans les ZEE d'au moins deux pays. Un stock peut être à la fois transfrontalier et chevauchant.
Il peut être difficile de déterminer la structure de la population des espèces hautement migratrices à l'aide de marquages physiques. Les marqueurs génétiques traditionnels tels que les produits PCR à courte portée, les microsatellites et les puces à SNP ont eu du mal à identifier la structure de la population et à distinguer les stocks de poissons des bassins océaniques distincts. Cependant, la recherche génomique de la population utilisant le séquençage RAD chez le thon jaune,, l'albacore,,, et le wahoo a été en mesure de distinguer les populations provenant de différents bassins océaniques et de révéler une structure de population à petite échelle. Des méthodes similaires de génomique des populations ont également permis d'améliorer la compréhension de la structure de la population chez le marlin rayé.

## Stratégies de protection, réglementations
Les grands migrateurs sont particulièrement vulnérables à la surpêche, au braconnage, aux pollutions ou obstacles infranchissables au moment de la montaison ou dévalaison. Ils font donc l'objet de mesures de réservation, restauration et protection dans de nombreux pays, voire à des échelles supranationales (comme l'anguille en Europe).
En France existe une « stratégie nationale pour les poissons migrateurs amphihalins » (STRA.NA.PO.MI ou STRANAPOMI), déclinée par les comités de gestion des poissons migrateurs aux échelles de bassin, après approbation en décembre 2010. Ses 22 orientations nationales cherchent à améliorer la connaissance et la gestion des poissons amphihalins, au service de 4 grands objectifs :
1. Préserver et restaurer les populations et leurs habitats ;
2. Rénover la gouvernance de la politique de gestion des poissons migrateurs ;
3. Renforcer l’acquisition des connaissances, le suivi et l’évaluation ;
4. Développer le partage d’expériences, la communication et la formation autour des problématiques migrateurs.

autant que possible en accord avec les activités économiques qui peuvent exercer des pressions sur ces espèces.

## Physiologie et éthologie
Au milieu du XXe siècle, alors que l'on construit et prévoit de construire de nombreux barrages, et que diverses populations de poissons migrateurs ont déjà été réduites par la surpêche, les ichtyologues cherchent à mieux comprendre le phénomène migratoire. Ils distinguent clairement deux cas :
1. Dans certains cas, « tout se passe comme si le poisson tentait simplement de se maintenir dans des eaux de mêmes conditions physiques et physicochimiques, ce qui le conduit à fuir les variations du milieu ambiant : variations saisonnières, par exemple. Le métabolisme et milieu intérieur du poisson est alors physiologiquement stable »[15].
2. Inversement, la migration d'avalaison ou de dévalaison s'accompagnent de très importantes modifications physiologiques du poisson, notamment quand il doit passer du milieu marin à l'eau douce ou inversement. Ces modifications complexes sont contrôlées par des facteurs internes[15] (ex modification du squelette avec résorption ostéoclastique, déminéralisation diffuse ou « halastasie »[16], et ostéolyse ; ostéolyse[17], Contrôle de l'iode[18] et du taux de chlore cellulaire[19], régulation hormonale, qui semblent notamment impliquer la glande thyroïde[20] et l'hypophyse[21] et par des facteurs environnementaux (température, durée du jour, dureté et pH de l'eau, etc.)

Dans un groupe (de saumons par exemple), certains individus présentent des comportements individuels que l'on cherche à mieux comprendre, car pouvant éventuellement être indicateur d'un trouble ou avoir une utilité en matière d'adaptation évolutive.
Mieux comprendre les facteurs internes et externes qui induisent ou inhibent les comportements ou réflexes migratoires doit aussi permettre de mieux concevoir les dispositifs d'aide à la migration (passes à poissons, ascenseurs à poissons, écran électrique répulsif, éclairage ou non-éclairage, etc.).

## Surveillance & évaluation
Dans le cadre d'une gestion plus écosystémique des ressources naturelles et en particulier d'une gestion durable des pêches (« Pêche durable »), ainsi que de la Gestion intégrée des zones côtières, ou pour évaluer ou monitorer la biodiversité, de nombreux pays ont mis en place des systèmes de suivi des populations et des remontées de certains poissons migrateurs (saumons, anguilles notamment). Ceci se fait par des pêches électriques, des opérations de Capture-marquage-recapture, avec d'éventuelles poses de puces électroniques ou balises (radiopistage). Ou encore, via des comptages en passes à poisson (vidéo et comptage par mesure de la résistivité ou par infrarouge quand l'eau n'est pas trop turbide et que les poissons sont peu nombreux), avec éventuelle évaluation du poids de l'animal et de la biomasse de migrateurs. Des systèmes acoustiques de type sonar permettant de discriminer les espèces (dont en mer pour les poissons pélagiques) sont aussi testés depuis les années 2000. Il reste difficile de faire des comptages automatiques de populations importantes en remontée ou dévalaison, mais pour le saumon rouge, là où ils sont très nombreux (en Alaska par exemple), des photos aériennes permettent aussi une certaine évaluation de la biomasse et du nombre d'individus. Depuis les années 1990, en Écosse notamment, les résultats de quatre suivis automatiques par infrarouge ont montré une congruence des tendances à long terme entre le nombre de saumons pêchés à la canne à pêche et le nombre de saumon comptés par des compteurs automatiques.
En France le Schéma national des données sur l'eau ou SNDE, dans son système d'information sur l'eau (SIE) supervisé pour sa partie technique par l'ONEMA pour le compte du Ministère chargé de l'écologie et des Partenaires du SIE (depuis août 2010), intègre depuis 2009 une base de données sur les poissons migrateurs, dite Base de données STACOMI. Celle-ci agrège les données des « stations de contrôle des migrateurs » et d’une partie de la base sur les pêches électriques. Il est prévu en 2011 de bancariser les données anciennes et de lier entre elles les bases contribuant à la banque migrateurs afin qu'elle puisse alimenter le tableau de bord national de suivi des populations migratrices de France métropolitaine, avec la difficulté pour les salmonidés de ne pouvoir différencier les populations résultant de nombreux lâchers de poissons d'élevages en rivière et les populations plus « sauvages ».
En France métropolitaine, l’activité de pêche ciblant les espèces migratrices amphihalines, circulant en mer comme dans les eaux continentales, concerne à la fois les pêcheurs professionnels et les pêcheurs amateurs (aux lignes, aux engins ou aux filets). La pêche professionnelle cible surtout l’anguille européenne, le saumon atlantique, la truite de mer, la grande alose et l’alose feinte, la lamproie marine et la lamproie fluviatile, le mulet porc alors que la pêche récréative y ajoute notamment l’éperlan et le flet. 
Dans les départements français d’outre-mer, la pêche vise plutôt des Gobiidés sicydiinae (ex. : bichiques) ainsi que l'anguille.

## Perturbation des migrations
De nombreux facteurs peuvent perturber les grandes ou petites migrations des poissons. Ils vont de la création de « barrages physiques » dans les cours d'eau (barrages sans passes à poissons, pose de filets transverses), voire à travers des bras de mer (comme au détroit de Canso), à des barrages chimiques (pollutions chimiques graves de l'eau), en passant par des phénomènes plus discrets de perturbation hormonale, de pollution thermique ou de la perturbation par la pollution lumineuse, en passant par le braconnage etc. Une grande partie des migrations animales se fait de nuit, et la lumière naturelle et/ou artificielle influe fortement sur de nombreux processus du vivant, en perturbant les rythmes biologiques et notamment le rythme nycthéméral dont dépendent les modifications saisonnières du métabolisme et du comportement. Beaucoup d'espèces sont également sensibles aux cycles lunaires et à la luminosité de la Lune: de nuit, la lumière du Soleil (alors invisible) reflétée par la Lune peut par exemple inhiber ou au contraire exciter l'activité de certains animaux aquatiques ; en particulier, le rythme nycthéméral influe sur les migrations quotidiennes (déplacement horizontaux et/ou verticaux) et l'activité de nombreuses espèces planctoniques dont les daphnies et autres invertébrés aquatiques et organismes zooplanctoniques L'éclairage artificiel les perturbe, comme il perturbe la migration, la reproduction et l'alimentation des escargots aquatiques ou des poissons.

## Les migrations «verticales»
Beaucoup de poissons peuvent migrer contre des courants importants.
Pour cela, ils peuvent localement se servir des « contre-courants » qui se forment le long des berges ou contre le fond du cours d'eau pour avancer avec moins d'efforts, se reposer ou prendre de l'élan et bondir hors de l'eau pour mieux franchir un obstacle (comportement typique des grands salmonidés).
Les migrateurs semblent aussi, dans une certaine mesure, capables de trouver des chemins où la remontée d'un torrent voire l'escalade d'un barrage artificiel ou rocheux demandera moins d'énergie. Ce comportement instinctif permet à certaines espèces de gagner des zones d'altitude, parfois si hautes qu'elles y échappent à la plupart de leurs prédateurs aquatiques.

### Le cas des «poissons-escaladeurs»
Certaines espèces, telles que l'anguille au stade « civelle » ou les lamproies en Europe (et divers poissons tropicaux à ventouse buccale, comme plecostomus,  ou capables de faire ventouse de leurs corps, gobies du Pacifique par exemple), peuvent se servir de leur bouche et/ou sont aidées de ventouses buccales ou ventrales et/ou de nageoires adaptées, ainsi que d'un mucus qui les aident à se coller aux substrats verticaux, ou presque verticaux, et à avancer face à un puissant courant. Elles franchissent ainsi facilement des obstacles naturels ou des barrages de faible hauteur (quelques mètres tout au plus pour les anguilles, mais certains gobies peuvent grimper en plusieurs étapes des parois verticales bien plus hautes).
Certaines espèces de poissons ont en effet développé des capacités inhabituelles « d'escalade ». Elles peuvent remonter (souvent la nuit et parfois de jour) des parois verticales (jusqu'à plusieurs centaines pour certaines espèces) dès lors qu'au moins une fine couche d'eau y ruisselle : par exemple en bordure d'une chute d'eau ou d'un torrent.
Dans ces cas, une grande partie des poissons meurent ou s'épuisent lors de la migration et surtout lors de l'ascension verticale. Ceux qui parviennent (souvent après plusieurs tentatives) au sommet de la cascade accèdent ainsi à des zones que la plupart de leurs prédateurs aquatiques ne peuvent atteindre. Ils peuvent alors y pondre avec plus de chance de survie pour les larves, ce qui semble compenser les pertes de vies lors de l'escalade.

#### Exemple de Hawaï
Trois espèces de gobies anadromes sont capables à Hawaï d'escalader des dizaines à centaines de mètres de parois verticales : Lentipes concolor, Awaous guamensis et Sicyopterus stimpsoni. Ainsi les jeunes mâles et femelles de trois espèces de poissons (et une espèce de crevette) entament chaque année une migration verticale particulièrement difficile (environ 350 m de paroi verticale où l'eau dévale pendant que les poissons montent).
Ces trois espèces de poissons amphidromes grimpent lentement en utilisant une capacité propre à tous les gobies qui est de former une ventouse ventrale. Pour S. stimsoni, si l'on rapporte à sa taille (7 cm) la hauteur des parois, celle-ci est 5 000 fois la longueur de son corps, ce qui correspondrait environ à la hauteur du sommet l'Everest pour un homme de taille moyenne.
Richard Blob, de l'université de Caroline du Sud à Clemson, fait remarquer qu'outre la ventouse ventrale qui permet à tous les gobies de se fixer dans les zones de fort courant, S. stimpsoni a aussi une bouche qui a évolué pour former une seconde ventouse qui l'aide à escalader des parois verticales. Ce n'est pourtant pas le grimpeur le plus rapide des cascades hawaïennes : Awaous guamensis  « grimpe » 30 fois plus vite que lui. Il utilise comme lui la pseudo-ventouse qu'il forme avec ses nageoires pectorales, mais tout en restant le plus possible collé au substrat rocheux il se propulse par de puissantes ondulations de la queue.
Chez ces trois espèces, seul un faible pourcentage de la population arrive à destination. Néanmoins ces migrations verticales semblent présenter un intérêt en matière de sélection naturelle, en permettant aux individus qui arrivent à destination de trouver des zones dépourvues de leurs prédateurs habituels.

#### Autres exemples
Hawaï n'est pas un cas unique. On a longtemps pensé que les populations d'altitude de poissons provenaient d'œufs involontairement apportés par des oiseaux, mais d'autres espèces de poissons-escaladeurs qui avaient longtemps échappé à l'attention des naturalistes ont été découvertes, par exemple en Islande, en Nouvelle-Zélande, en Thaïlande, au Venezuela, au Japon ou encore à Porto Rico.
La lamproie est un poisson-parasite qui dispose d'une puissante ventouse buccale. Elle peut l'utiliser pour escalader des seuils, ou des barrages naturels de branches ou rochers. Il arrive également souvent que des lamproies les franchissent, avec moins d'effort, en étant fixées à un grand salmonidé.